# Promenade d'Australie
La promenade d'Australie est une voie de promenade située dans le quartier de Grenelle du 15e arrondissement de Paris.

## Situation et accès
Elle est située entre le port de Suffren (côté Seine) et le quai Jacques-Chirac (côté rue). Elle se prolonge, au nord, par la promenade Marie-de-Roumanie.
Elle est desservie par la ligne de RER   à la gare du Champ de Mars - Tour Eiffel.

## Origine du nom
Elle porte ce nom car elle est proche de l'ambassade d'Australie,.

## Historique
Elle est créée en 1941. Son nom originel est « promenade du Quai-Branly ». Au niveau du no 11 se trouvaient autrefois les écuries de Napoléon III puis de la présidence de la République.

## Bâtiments remarquables et lieux de mémoire
- Pont de Bir-Hakeim
- Tour Eiffel[4]
- Un buste (sculpteur Ante Dabro, 1989) du navigateur La Pérouse, offert par l'Australie.
- Un monument (architecte Béatrice Delamarre-Levard, sculpteur Raymond Delamarre, 1955) au général Diego Brosset.
- Un panneau Histoire de Paris en mémoire d'Armand de Chateaubriand, en lisière du quai Branly.

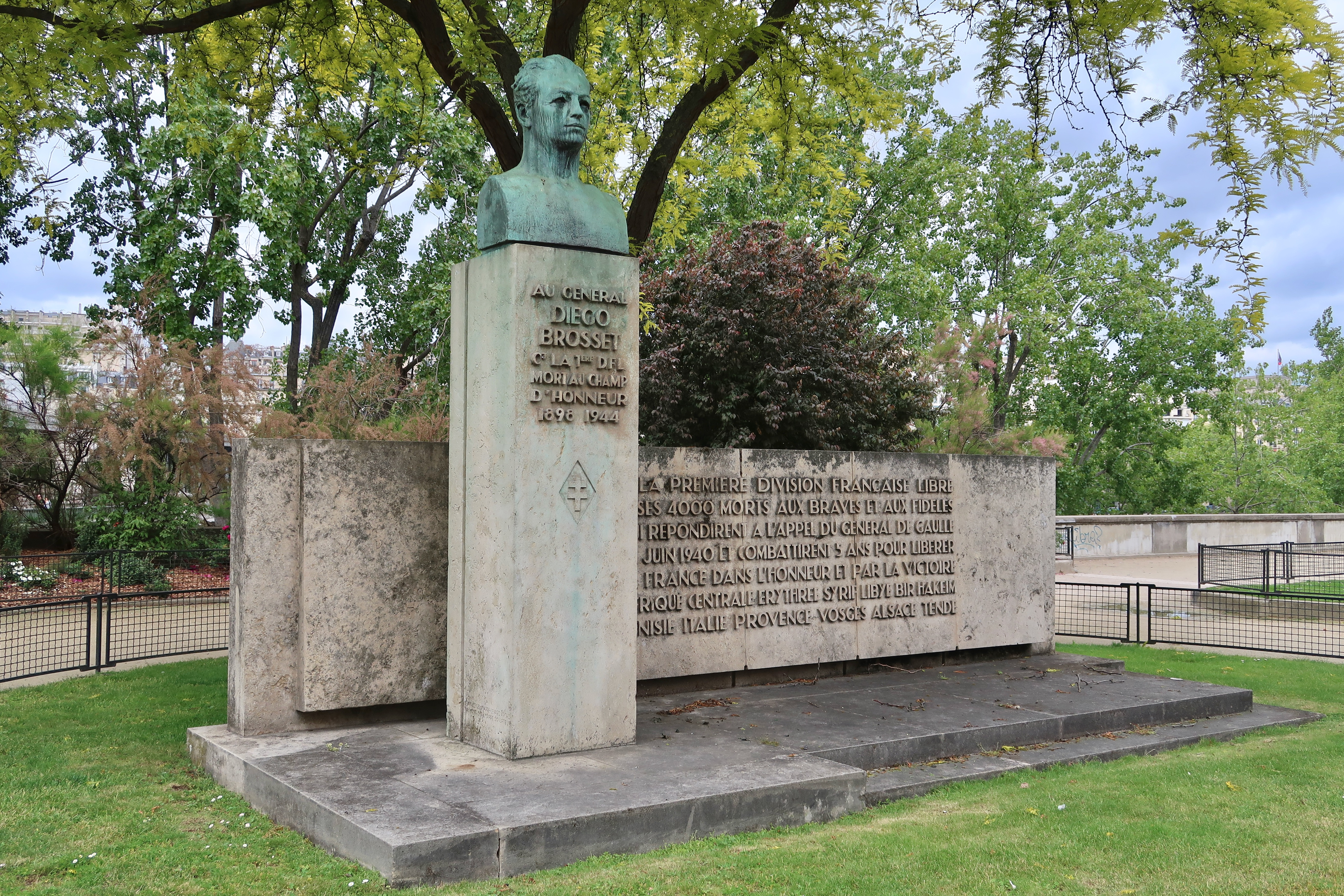
Monument au général Diego Brosset.